# Pháo 37 mm M3
Pháo 37 mm M3 là pháo chống tăng đầu tiên của Hoa Kỳ. Nó cũng được sử dụng như một pháo hỗ trợ bộ binh.

## Lịch sử phát triển
Giữa những năm 1930, quân đội Hoa Kỳ cảm thấy cần phải có một loại pháo mạnh mẽ hơn loại súng máy Browning M2 0.50 in (12,7 mm) cho nhiệm vụ chống tăng. Họ đưa ra một vài mẫu thiết kế. Khi nội chiến Tây Ban Nha nổ ra, pháo 3,7 cm Pak 36 của Đức trở nên nổi tiếng, quân đội Hoa Kỳ đã quyết định bắt chước theo mẫu này.
Tháng 1 năm 1937, 2 khẩu pháo 3,7 cm Pak 36 của Đức được Hoa Kỳ mua để nghiên cứu. Các mẫu thiết kế lớn bị loại vì nhiều lý do, trong đó có lý do là các nước khác cũng chỉ dùng pháo 37 mm tới 40 mm (Nhật, Thụy Điển, Đức, Liên Xô, Anh,...). Mẫu M3 37 mm được chọn.
Mẫu thử nghiệm đầu tiên được đem ra thử vào cuối năm 1937. Tới ngày 15 tháng 12 năm 1937, mẫu 37 mm gun M3 được thông qua. Những khẩu pháo đầu tiên được giao hàng năm 1940.

## Sản xuất
Pháo được sản xuất bởi Watervliet Arsenal. Thân xe kéo được sản xuất bởi Rock Island Arsenal. Việc sản xuất được bắt đầu từ 1940, kéo dài tới năm 1943.
| Năm      | 1940 | 1941  | 1942   | 1943  | Tổng   |
| -------- | ---- | ----- | ------ | ----- | ------ |
| Số lượng | 340  | 2,252 | 11,812 | 4,298 | 18,702 |

## Đặc điểm

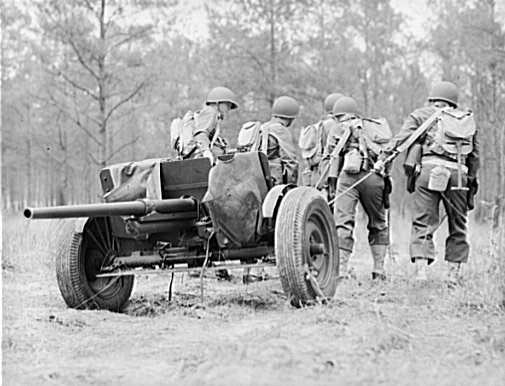
Những binh sĩ Hoa Kỳ kéo tay một khẩu M3 vào vị trí chiến đấu. Huấn luyện tại Fort Benning, 1942.

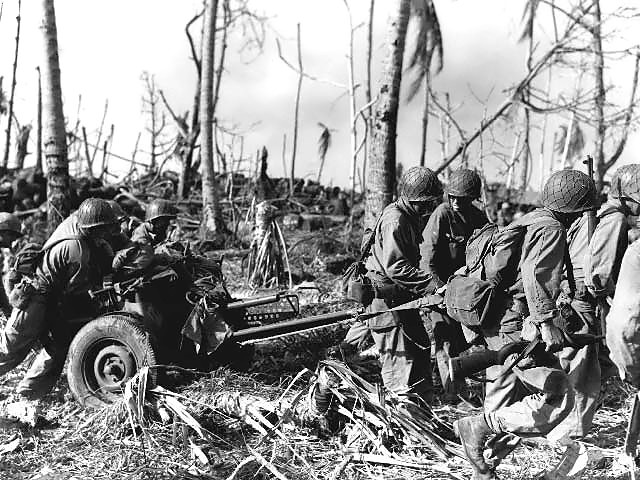
Các binh sĩ của sư đoàn 7 di chuyển một khẩu M3 37 mm ra tiền tuyến, Kwajalein.

Khá nhỏ và nhẹ, pháo M3 37 mm có thể được di chuyển dễ dàng bằng xe kéo loại nhỏ (ví dụ dùng xe jeep 1/4 ton), hoặc kéo bằng tay. Thiết kế bánh lốp giúp cho việc kéo pháo dễ dàng hơn nhiều so với một vài kiểu bánh bằng thép.
Kính ngắm M6 được lắp bên trái nòng.

## Đạn
| Loại                          | Mẫu                                     | Khối lượng (kg) (toàn bộ / đầu đạn) | Nhồi đầu đạn     | Vận tốc đầu nòng m/s (M3&M6/M5) |
| ----------------------------- | --------------------------------------- | ----------------------------------- | ---------------- | ------------------------------- |
| AP-T                          | AP M74 Shot                             | 1.51 / 0.87                         | -                | 884 / 870                       |
| APCBC-T                       | APC M51 Shot                            | 1.58 / 0.87                         | -                | 884 / 870                       |
| HE                            | HE M63 Shell                            | 1.42 / 0.73                         | TNT, 39 g        | 792 / 782                       |
| HE                            | HE Mk II Shell                          | 1.23 / 0.56                         | TNT, 27 g        |                                 |
| Đạn nổ mảnh                   | Canister M2                             | 1.58 / 0.88                         | 122 viên bi thép | 762 / 752                       |
| Đạn chỉ mục tiêu - vạch đường | TP M51 Shot                             | 1.54 / 0.87                         | -                |                                 |
| Đạn khoan thép                | Drill Cartridge M13 (simulates APC M51) | 1.45 / 0.87                         | -                | -                               |
| Đạn khoan thép                | Drill Cartridge T5 (simulates HE M63)   | 1.45 / 0.73                         | -                | -                               |
| Đạn không đầu đạn             | Blank Cartridge 10-gage with adapter M2 | 0.93 / -                            | -                | -                               |

| loại đạn - góc chạm, yd / m                            | 500 / 457 | 1,000 / 914 | 1,500 / 1,371 | 2,000 / 1,828 |
| ------------------------------------------------------ | --------- | ----------- | ------------- | ------------- |
| AP M74 Shot (0°)                                       | 36        |             |               |               |
| AP M74 Shot (20°)                                      |           | 25          |               |               |
| APC M51 Shot (0°)                                      | 61        |             |               |               |
| APC M51 Shot (20°)                                     |           | 53          |               |               |
| APC M51 Shot (30°)                                     | 53        | 46          | 40            | 35            |
| APC M51 Shot (30°)                                     | 46        | 40          | 38            | 33            |
| Một vài con số bên trên được đo tại các quốc gia khác. |           |             |               |               |

## Lịch sử hoạt động
Vì ra đời khá muộn (được biên chế vào năm 1940), M3 37 mm hầu như vô dụng đối với xe tăng hạng trung của quân Đức quốc xã và Italy. Cho nên từ năm 1943, M3 37 mm dần được thay thế bởi pháo M1 57 mm của Anh. Tuy nhiên, nó vẫn được dùng cho tới hết chiến tranh ở mặt trận Thái Bình Dương khi đối đầu với quân Nhật (quân Nhật Bản hầu như là chỉ có tăng hạng nhẹ).
Vào nửa sau cuộc chiến, ở chiến trường châu Âu, M3 37 mm ít khi được dùng trong vai trò chống tăng nữa mà chủ yếu dùng trong vai trò pháo hỗ trợ bộ binh. Nó có thể bắn đạn HE và đạn nổ phá mảnh.
M3 37 mm được sử dụng làm pháo tăng cho xe tăng hạng nhẹ M3 Stuart, tăng hạng trung M3 Lee và xe thiết giáp M8 Greyhound.

## Pháo tăng

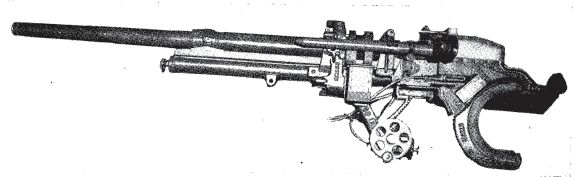
Pháo 37 mm M5, mẫu được gắn trên xe tăng M2A4.
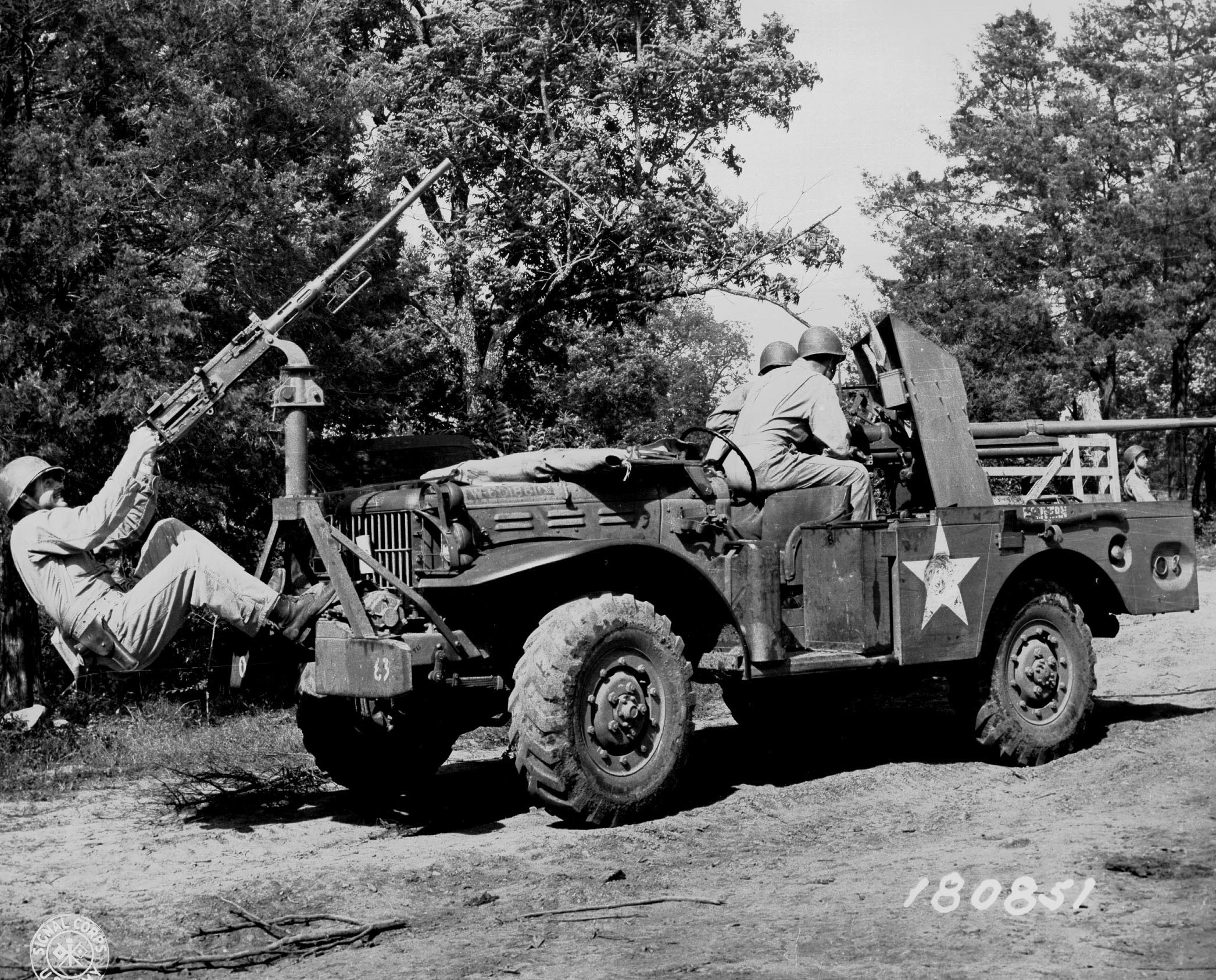
Một khẩu pháo 37 mm GMC M6 được đặt trên thùng xe chở quân (phía trước xe là một khẩu súng máy M2 1917.50 in).
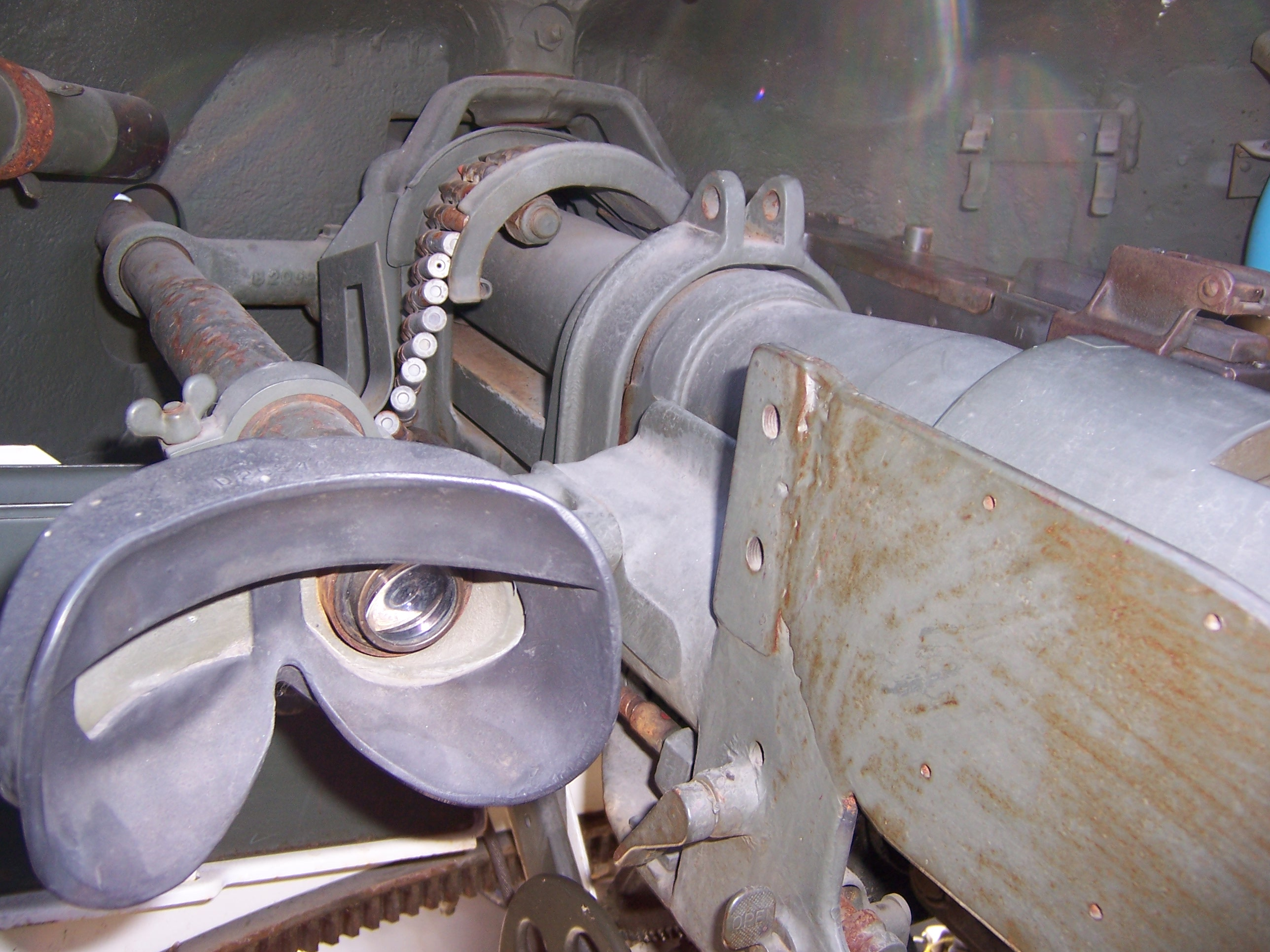
Kính ngắm của pháo M3 37 mm (pháo chính) trên xe thiết giáp M8 Greyhound.

Pháo M3 37 mm cũng được lắp trên một số xe tăng. Khi đó, chỉ cần tháo bỏ bệ kéo pháo, và thay đổi một vài chi tiết nhỏ (xem hình).
- Xe tăng hạng nhẹ M2A4.
- Xe tăng hạng nhẹ M3 Stuart, M3A1, M3A3.
- Xe tăng hạng trung M3 Lee.
- Xe tăng hạng nhẹ đổ bộ đường không M22 Lotus.
- Xe tăng hạng nặng M6.
- Xe tăng lội nước LVT(A1).
- Xe thiết giáp M8 Greyhound.
- Và nhiều loại tăng khác nữa.

## Các nước sử dụng
- Hoa Kỳ:
  - Thủy quân lục chiến.
- Trung Hoa dân quốc (1 699 khẩu) (theo chương trình "cho vay - cho thuê").
- Một số quốc gia khác theo chương trình "cho vay - cho thuê" như Bolivia (4), Canada (3), Chile (198), Colombia (4), Cuba (1), El Salvador (9), Pháp (130), Paraguay (12), Anh (78), Liên Xô (63) và một vài quốc gia khác.

## Hình ảnh

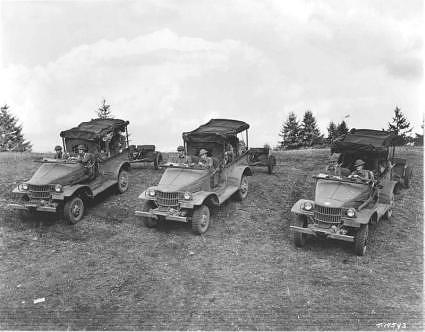
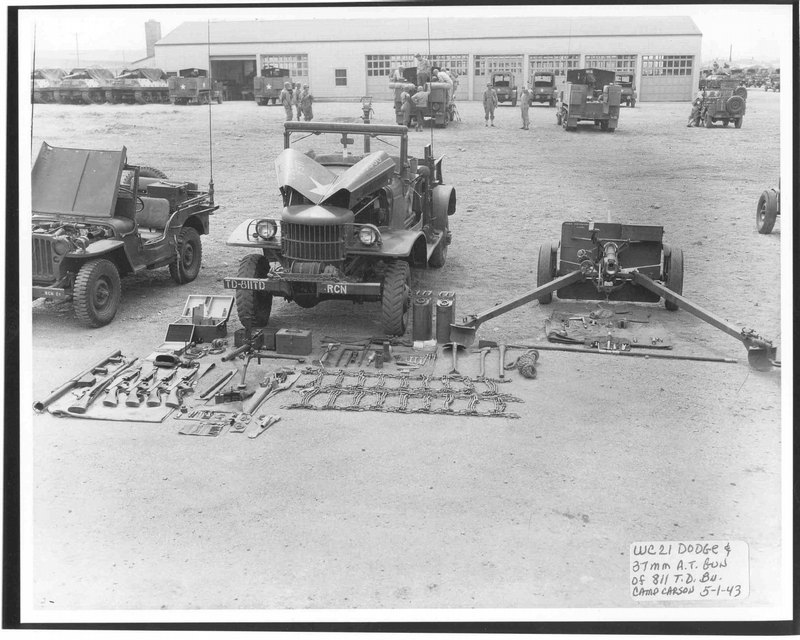
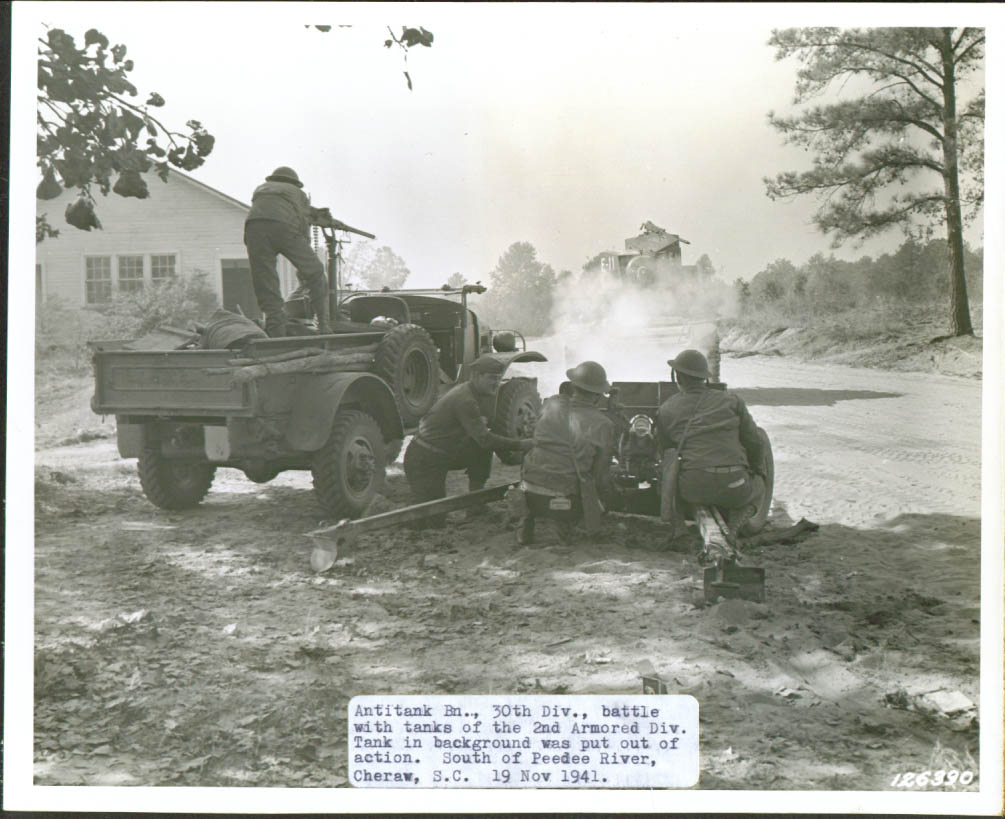
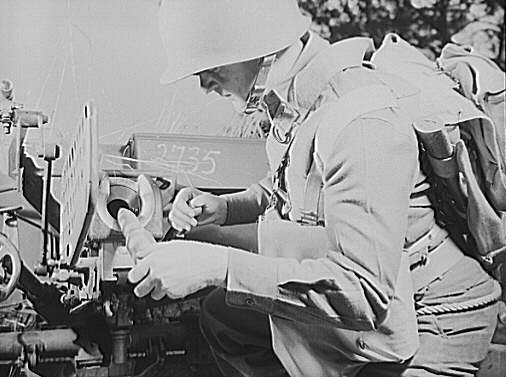
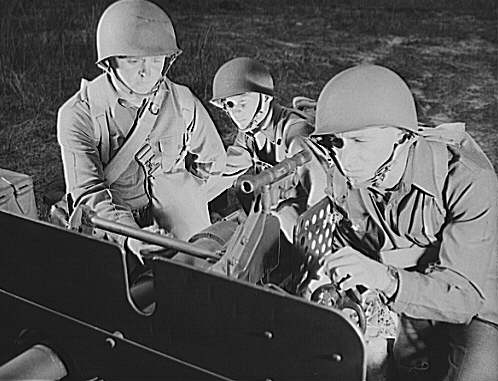
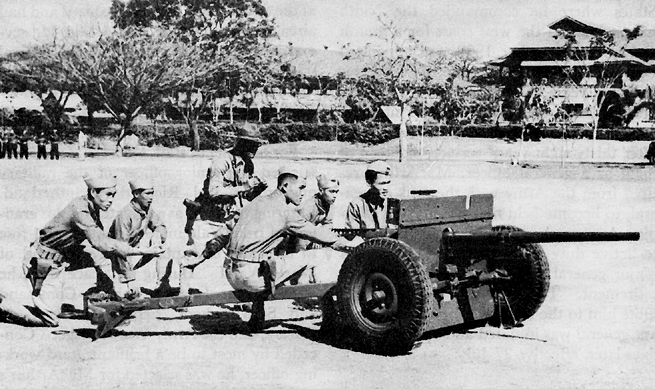
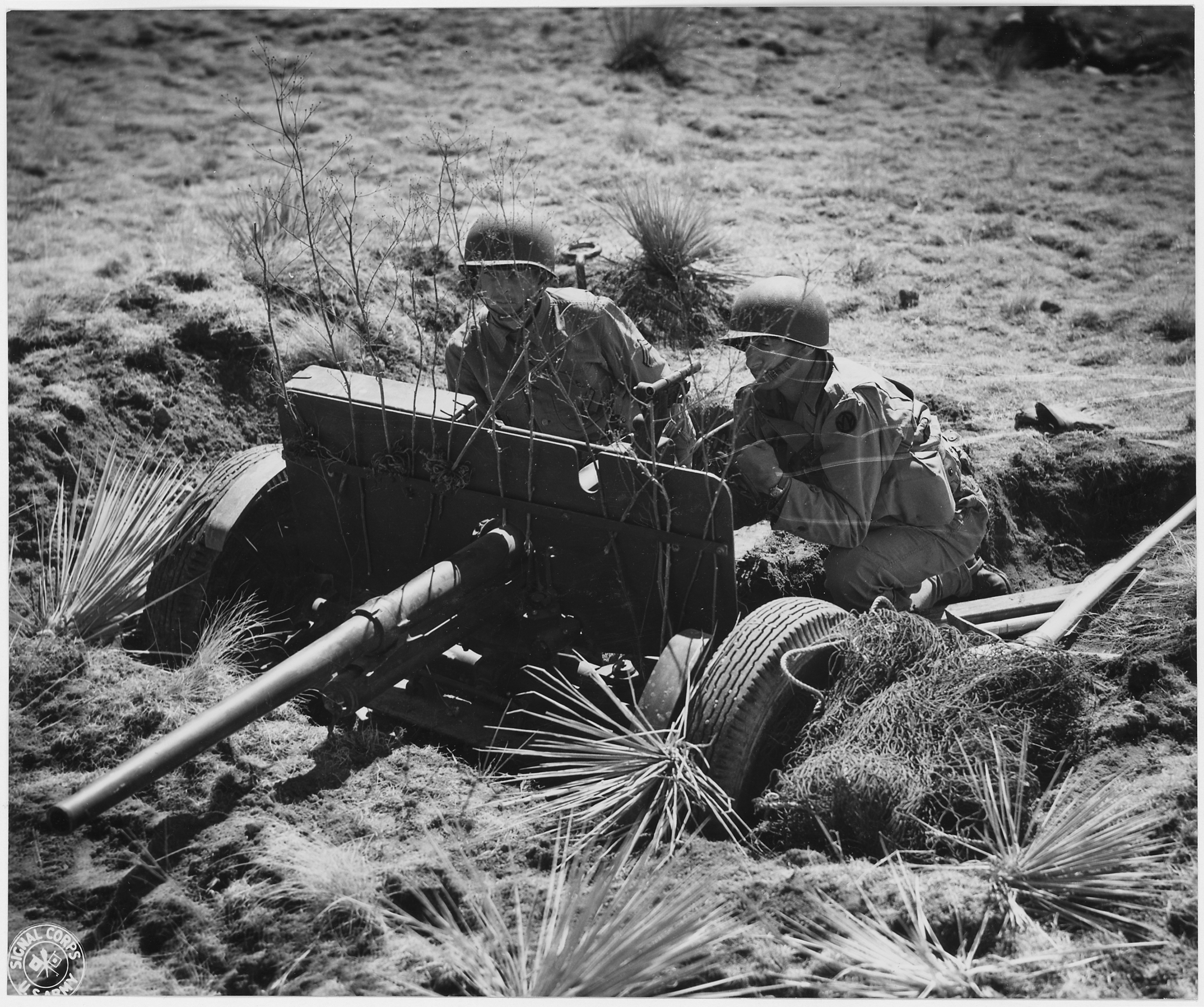
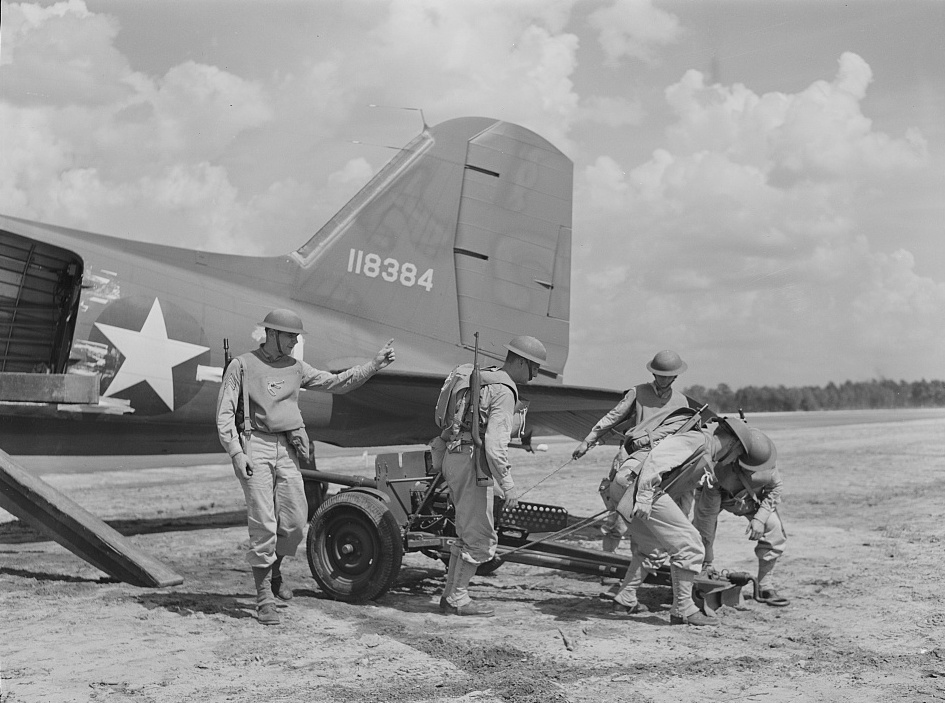
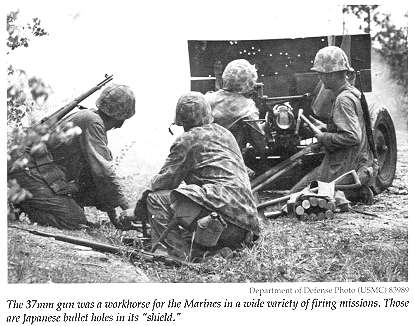
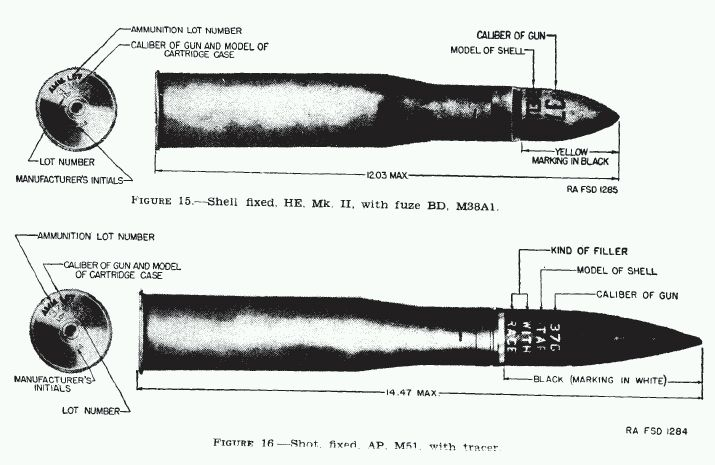
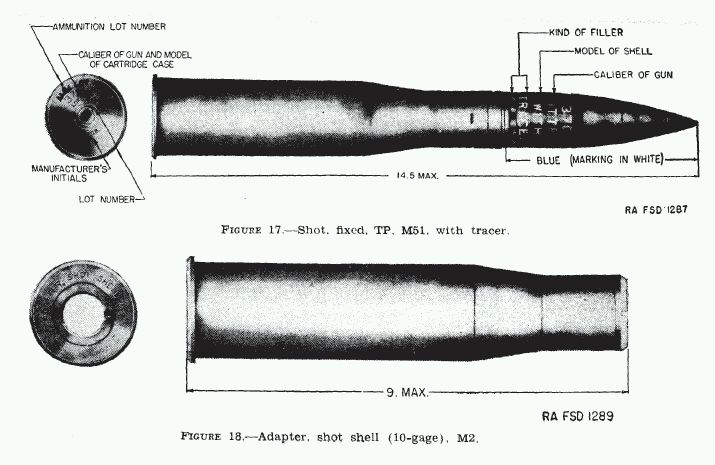